# Rehderodendron
Rehderodendron es un género de plantas fanerógamas perteneciente a la familia Styracaceae. Comprende 13 especies descritas y de estas, solo 5 aceptadas.

## Taxonomía
El género fue descrito por Hsen Hsu Hu y publicado en Sinensia 2: 109. 1932. La especie tipo es: Rehderodendron kweichowense Hu

## Especies aceptadas
A continuación se brinda un listado de las especies del género Rehderodendron aceptadas hasta septiembre de 2014, ordenadas alfabéticamente. Para cada una se indica el nombre binomial seguido del autor, abreviado según las convenciones y usos.
- Rehderodendron gongshanense Y.C.Tang
- Rehderodendron indochinense H.L.Li
- Rehderodendron kwangtungense Chun
- Rehderodendron kweichowense Hu
- Rehderodendron macrocarpum Hu